# Ba gạc Cuba
Ba gạc Cuba, tên khoa học Rauvolfia cubana, là một loài thực vật có hoa trong họ La bố ma. Loài này được A.DC. miêu tả khoa học đầu tiên năm 1844.